# F Virtual Window Manager
De F Virtual Window Manager (de F heeft geen betekenis omdat de maker is vergeten waar het voor stond) is een virtuele window manager voor het X Window System. Het was vroeger een afgeleide van twm maar is geëvolueerd naar een opzichzelfstaande omgeving voor UNIX-systemen.